# Prix littéraires 1995
Liste des prix littéraires décernés au cours de l'année 1995 :

## Prix internationaux
- Prix Nobel de littérature : Seamus Heaney (Irlande)[1]
- Grand prix de littérature du Conseil nordique : Einar Már Guðmundsson (Islande) pour Les Anges de l'univers[2]
- Grand prix littéraire d'Afrique noire : Sylvain Bemba (République du Congo) (à titre posthume et pour l'ensemble de son œuvre)[3]
- Prix littéraire des Caraïbes : Nelly Schmidt ( France) pour Victor Schoelcher et l'abolition de l'esclavage[4]
- Prix Carbet de la Caraïbe et du Tout-Monde : Émile Ollivier ( Haïti) pour Les urnes scellées[5]
- Prix des Mascareignes : François Dijoux (d)  ( France) pour  	L'âme en dose[6]
- Prix Tropiques : Abdelkader Djemaï ( Algérie) pour Un été de cendres et Philippe Tersiguel (d)  pour Le Pari du tracteur : la modernisation de l'agriculture cotonnière au Burkina Faso
- Prix Eeva-Joenpelto : Sándor Csoóri ( Hongrie)[7]

## Allemagne
- prix Heinrich-Böll : Jürgen Becker[8]
- Prix Georg-Büchner :  Durs Grünbein[9]
- Prix Friedrich Hölderlin (Bad Homburg) : Ernst Jandl[10]

## Belgique
- Prix Victor-Rossel : Patrick Roegiers, pour Hémisphère nord[11]

## Canada
- Grand Prix du livre de Montréal : Raisons communes de Fernand Dumont[12]
- Prix Athanase-David : Jacques Poulin
- Prix du Gouverneur général :
  - Catégorie « Romans et nouvelles de langue anglaise » : Greg Hollingshead pour The Roaring Girl
  - Catégorie « Romans et nouvelles de langue française » : Nicole Houde pour Les Oiseaux de Saint-John Perse
  - Catégorie « Poésie de langue anglaise » : Anne Szumigalski pour Voice
  - Catégorie « Poésie de langue française » : Émile Martel pour Pour orchestre et poète seul
  - Catégorie « Théâtre de langue anglaise » : Jason Sherman pour Three in the Back, Two in the Head
  - Catégorie « Théâtre de langue française » : Carole Fréchette pour Les Quatre Morts de Marie
  - Catégorie « Études et essais de langue anglaise » : Rosemary Sullivan pour Shadow Maker: The Life of Gwendolyn MacEwen
  - Catégorie « Études et essais de langue française » : Yvan Lamonde pour Louis-Antoine Dessaulles. Un seigneur libéral et anticlérical
- Prix Giller : Rohinton Mistry pour A Fine Balance (L'Équilibre du monde)
- Prix Jean-Hamelin : Robert Lalonde pour Le Petit Aigle à tête blanche
- Prix Robert-Cliche : non décerné

## Corée du Sud
- Prix de l'Association des poètes coréens : Kim Jong-hae pour 별똥별
- Prix Daesan
  - Catégorie « Poésie » : Hwang Tong-gyu pour Vent fort à Misiryong
  - Catégorie « Roman » : Choi Ihn Suk pour Le puits de mon âme
  - Catégorie « Drame » : Lee Yun-taek pour 문제적 인간 - 연산
  - Catégorie « Critique » : Yu Chong-ho pour 문학의 즐거움
  - Catégorie « Traduction » : Chung Chong-hwa et Brother Anthony pour The Poet de Yi Mun-yol
- Prix Dong-in : Jeong Chan pour Le chant du chagrin
- Prix de littérature contemporaine (Hyundae Munhak)
  - Catégorie « Poésie » : Chong Hyon-jong pour 내 어깨 위의 호랑이
  - Catégorie « Roman » : Kyung-sook Shin pour 깊은 숨을 쉴 때마다
- Prix Gongcho : Hong Yun-suk pour 낙법
- Prix Jeong Ji-yong : Lee Su-ik pour 昇天
- Prix Kim Soo-young : Kim Ki-taek pour Vent violent dans un trou d'aiguille
- Prix de poésie Sowol : Chun Yang-hee pour 단추를 채우면서
- Prix Woltan : Sung Chan-gyeong pour Pantomime
- Prix Yi Sang : Yun Humyong pour 하얀 배

## Espagne
- Prix Cervantes : Camilo José Cela
- Prix Prince des Asturies : Carlos Bousoño
- Prix Nadal : Ignacio Carrión (es), pour Cruzar el Danubio (es)
- Prix Planeta : Fernando G. Delgado, pour La mirada del otro
- Prix national des Lettres espagnoles : Manuel Vázquez Montalbán
- Prix national de Narration : Carme Riera, pour Dins el darrer blau — écrit en catalan.
- Prix national de Poésie : Luis García Montero, pour Habitaciones separadas
- Prix national d'Essai : Gonzalo Santonja (es), pour Un poeta español en Cuba : Manuel Altolaguirre
- Prix national de Littérature dramatique : Josep Maria Benet i Jornet, pour E. R.
- Prix national de Littérature infantile et juvénile : Xabier P. Docampo (es) (1946-), pour Cando petan na porta pola noite — écrit en galicien.
- Prix Adonáis de Poésie : Eduardo Moga (es), pour La luz oída
- Prix Anagrama : Javier Echevarría, pour Cosmopolitas domésticos
- Prix Loewe : Rafael Courtoisie (es) (Uruguay), pour Estado sólido
- Prix de la nouvelle courte Casino Mieres : Mariano Tudela (es), pour Retablo de la Glorieta
- Prix d'honneur des lettres catalanes : Antoni Cayrol / Jordi-Pere Cerdà (poète)
- Prix national de littérature de la Generalitat de Catalogne : Joan Perucho (es)
- Journée des lettres galiciennes : Rafael Dieste
- Prix de la critique Serra d'Or : 
  - Antoni Marí i Muñoz (ca), pour Formes de l'individualisme, essai.
  - Joan Pujadas i Josep Ferrer, pour Epistolari de Joan Fuster-Vicenç Riera Llorca, recueil de lettres.
  - María Campillo, pour Escriptors catalans i compromís antifeixista (1936-1939), étude littéraire.
  - Jordi Sarsanedas i Vives (es), pour De Famagusta a Antofagasta, recueil de nouvelles.
  - Maria Mercè Marçal, pour La passió segons Renée Vivien, roman.
  - Feliu Formosa i Torres (ca), pour Al llarg de tota una impaciència', recueil de poésie.
  - Pere Calders, pour Mesures, alarmes i prodigis, prose journalistique.
  - Jaume Bofill i Ferro, pour la traduction de Converses amb Goethe, de Johann Peter Eckermann.

## États-Unis
- National Book Award : 
  - Catégorie « Fiction » : Philip Roth pour Sabbath's Theater (Le Théâtre de Sabbath)
  - Catégorie « Essais» : Tina Rosenberg pour The Haunted Land: Facing Europe's Ghosts After Communism
  - Catégorie « Poésie » : Stanley Kunitz pour Passing Through: The Later Poems, New and Selected
- Prix Agatha : 
  - Catégorie « Meilleur roman » : Sharyn McCrumb, pour She Walks These Hills
  - Catégorie « Meilleure nouvelle » :
- Prix Hugo :
  - Prix Hugo du meilleur roman : La Danse du miroir (Mirror dance) par Lois McMaster Bujold
  - Prix Hugo du meilleur roman court : Sept vues de la gorge d'Olduvaï (Seven Views of Olduvai Gorge) par Mike Resnick
  - Prix Hugo de la meilleure nouvelle longue : L'Enfant de Mars (The Martian Child) par David Gerrold
  - Prix Hugo de la meilleure nouvelle courte : Pas si aveugle (None So Blind) par Joe Haldeman
- Prix Locus :
  - Prix Locus du meilleur roman de science-fiction : La Danse du miroir (Mirror dance) par Lois McMaster Bujold
  - Prix Locus du meilleur roman de fantasy : Brittle Innings par Michael Bishop
  - Prix Locus du meilleur roman d'horreur : Les Feux de l'Éden (Fires of Eden) par Dan Simmons
  - Prix Locus du meilleur premier roman : Flingue sur fond musical (Gun, With Occasional Music) par Jonathan Lethem
  - Prix Locus du meilleur roman court : Jour de pardon (Forgiveness Day) par Ursula K. Le Guin
  - Prix Locus de la meilleure nouvelle longue : L'Enfant de Mars (The Martian Child) par David Gerrold
  - Prix Locus de la meilleure nouvelle courte : Pas si aveugle (None So Blind) par Joe Haldeman
  - Prix Locus du meilleur recueil de nouvelles : Otherness par David Brin
- Prix Nebula :
  - Prix Nebula du meilleur roman : Expérience terminale (The Terminal Experiment) par Robert J. Sawyer
  - Prix Nebula du meilleur roman court : Dernier été à Mars Hill (Last Summer at Mars Hill) par Elizabeth Hand
  - Prix Nebula de la meilleure nouvelle longue : Solitude (Solitude) par Ursula K. Le Guin
  - Prix Nebula de la meilleure nouvelle courte : Death and the Librarian par Esther Friesner
- Prix Pulitzer :
  - Catégorie « Fiction » : Carol Shields pour The Stone Diaries (La Mémoire des pierres)
  - Catégorie « Biographie et Autobiographie » : Joan D. Hedrick pour Harriet Beecher Stowe: A Life
  - Catégorie « Essai » : Jonathan Weiner pour The Beak of the Finch: A Story of Evolution in Our Time
  - Catégorie « Histoire » : Doris Kearns Goodwin pour No Ordinary Time: Franklin and Eleanor Roosevelt: The Home Front in World War II
  - Catégorie « Poésie » : Philip Levine pour The Simple Truth
  - Catégorie « Théâtre » : Horton Foote pour The Young Man From Atlanta

## Finlande
- Prix Aleksis-Kivi : non décerné
- Prix Kalevi-Jäntti : Jyrki Kiiskinen pour Suomies
- Prix Eino-Leino : Caj Westerberg
- Prix de la littérature de l'État finlandais : non décerné
- Prix littéraire de la ville de Tampere : Taisto Harra
- Prix Tollander : Lars Huldén
- Prix Rudolf-Koivu : Leena Lumme pour Suomen lasten runotar
- Prix Topelius : Maria Vuorio pour Jonakin toisena päivänä
- Prix Mikael-Agricola : Marja Alopaeus
- Médaille Anni-Swan : non décerné
- Prix d'écriture Juhana-Heikki-Erkko : Juhani Koskinen
- Médaille Kiitos kirjasta : Monika Fagerholm pour Ihanat naiset rannalla
- Prix Arvid-Lydecken : Veikko Rissanen pour Nelli löytää kätkön
- Prix Kaarle : Sami Parkkinen
- Prix Pehr-Evind-Svinhufvud : non décerné
- Prix du grand club du livre finlandais : Veijo Meri
- Prix Pirkanmaan-Plättä : Tuija Lehtinen pour Ikkunaprinsessa
- Prix Väinö Linna : Asko Martinheimo
- Prix Pääskynen : Suomen kirjastopalvelu
- Prix Atorox : Atro Lahtela pour Poimu
- Prix Finlandia : Hannu Mäkelä pour Mestari
- Prix Pikku-Finlandia : Sanna Nyqvist
- Prix Tieto-Finlandia : Matti Sarmela (fi) pour Suomen perinneatlas
- Prix Lea : Jouko Turkka pour Rakkaita pettymyksiä rakkaudessa
- Prix Tähtivaeltaja : Iain Banks pour L'Homme des jeux
- Poeta Finlandiae : Tommy Tabermann
- Prix de l'ours dansant : Pentti Holappa pour Ankkuripaikka
- Prix littéraire Helsingin-Sanomat : Sari Mikkonen pour Naistenpyörä
- Prix du livre chrétien de l'année : Tuomo Mannermaa pour Pieni kirja Jumalasta
- Prix Runeberg : Monika Fagerholm pour Underbara kvinnor vid vatten
- Prix Vuoden johtolanka : Book Studio Oy

## France
- Prix Goncourt : Andreï Makine, pour Le Testament français[13]
  - Prix Goncourt du premier roman : Florence Seyvos pour Les Apparitions
  - Prix Goncourt des lycéens : Andreï Makine, pour Le Testament français
- Prix Médicis : (ex æquo) Vassilis Alexakis, pour La Langue maternelle et Andreï Makine, pour Le Testament français
  - Prix Médicis étranger : Alessandro Baricco, Italie, pour Châteaux de la colère
  - Prix Médicis essai : La Tentation de l'innocence de Pascal Bruckner
- Prix Femina : La Classe de neige d'Emmanuel Carrère
  - Prix Femina étranger : Rouge décanté de Jeroen Brouwers
- Prix Renaudot : Les Braban de Patrick Besson
- Prix Interallié : La Souille de Franz-Olivier Giesbert
- Grand prix de littérature de l'Académie française : Jacques Brenner
- Grand prix du roman de l'Académie française : Mourir d'enfance d'Alphonse Boudard
- Grand prix de la francophonie : Salah Stétié
- Prix des Deux-Magots : Monsieur Henri de Pierre Charras
- Prix du Roman populiste : Les Braban de Patrick Besson
- Prix France Culture : Miette de Pierre Bergounioux
- Prix du Livre Inter : Madame Arnoul de Jean-Noël Pancrazi
- Grand prix RTL-Lire : La Moisson d'hiver de Serge Brussolo
- Prix Novembre : Les Grandes Blondes de Jean Echenoz
- Prix du Quai des Orfèvres : Michel Gastine, pour Quai de la Rapée
- Prix Jean-Monnet de littérature européenne du département de la Charente : Antonio Tabucchi pour Pereira prétend[14]
- Grand prix des lectrices de Elle : Paulo Coelho, pour L'Alchimiste (Anne Carrière)
- Grand prix de l'Imaginaire « Roman » : Laurent Genefort, pour Arago
- Grand prix de l'Imaginaire « Roman étranger » : Robert Reed, pour La Voie terrestre
- Grand prix de l'Imaginaire « Nouvelle » : Serge Lehman, pour Dans l'abîme
- Grand prix de l'Imaginaire « Nouvelle étrangère » : Nancy Kress, pour L'une rêve et l'autre pas
- Prix des libraires : Le Trajet d'une rivière d'Anne Cuneo
- Prix Rosny aîné « Roman » : Richard Canal, pour Aube noire
- Prix Rosny aîné « Nouvelle » : Serge Lehman, pour Dans l'abîme
- Prix de Flore : Jacques A. Bertrand, pour Le Pas du loup
- Prix Hugues-Capet : Jean-Christian Petitfils, pour Louis XIV (Perrin)
- Prix mondial Cino-Del-Duca : Yves Bonnefoy pour l’ensemble de son œuvre poétique
- Prix RFO du livre : Nelly Schmidt pour Victor Schœlcher

## Italie
- Prix Strega : Maria Teresa Di Lascia, Passaggio in ombra (Feltrinelli)
- Prix Bagutta : Daniele Del Giudice, Staccando l'ombra da terra (Quand l'ombre se détache du sol) (Einaudi)
- Prix Campiello : Maurizio Maggiani, Il coraggio del pettirosso
- Prix Malaparte : Antonia Susan Byatt
- Prix Napoli : Dacia Maraini, Voci (Rizzoli)
- Prix Stresa : Duilio Pallottelli, Voglia di famiglia (Rusconi)
- Prix Viareggio : Maurizio Maggiani, Il coraggio del pettirosso

## Monaco
- Prix Prince-Pierre-de-Monaco : Jacques Lacarrière[15]

## Norvège
- Prix Brage :
  - Catégorie « Fiction pour adultes » : Ingvar Ambjørnsen, Fugledansen
  - Catégorie « Livre pour les enfants et la jeunesse » : Liv Marie Austrem et Akin Düzakin, Tvillingbror
  - Catégorie « Livre de non-fiction » : Espen Dietrichs et Leif Gjerstad, Vår fantastiske hjerne
  - Catégorie « Poésie » : Øyvind Berg, Forskjellig
  - Catégorie « Prix d'honneur » : Anne-Catharina Vestly

## Royaume-Uni
- Prix Booker : Pat Barker pour The Ghost Road[16]
- Prix James Tait Black :
  - Fiction : Christopher Priest pour Le Prestige (The Prestige)
  - Biographie : Gitta Sereny pour Albert Speer: His Battle With Truth (Albert Speer: son combat avec la vérité)
- Prix WH Smith : Alice Munro pour Open Secrets (Secrets de polichinelle)
- Prix John-Llewellyn-Rhys : Motel Nirvana de Melanie McGrath (en)
- Médaille Carnegie : Philip Pullman pour Les Royaumes du Nord
- Prix Rose-Mary-Crawshay : 
  - Caroline Franklin pour Byron's Heroines
  - Jenny Uglow (en) pour Elizabeth Gaskell: A Habit of Stories
- Prix Somerset-Maugham : Patrick French pour Younghusband et Kathleen Jamie pour The Queen of Sheba

## Russie
- Palmyre du Nord : Alexandre Kouchner, pour le recueil Sur une étoile obscure
- Prix Booker russe : Gueorgui Vladimov pour Le Général et son armée

## Suisse
- Prix Lipp Suisse : Armen Godel pour Isola bella, Bernard Campiche éditeur
- Grand prix C.F. Ramuz : Nicolas Bouvier